# 克萊格·帕克
克萊格·帕克（英語：Craig Parker，1970年11月12日—）是一位紐西蘭演員。他最著名的作品包括在電影《魔戒首部曲：魔戒現身》和《魔戒二部曲：雙城奇謀》中飾演精靈哈爾達，以及在電視劇《探索者傳說》中飾演Darken Rahl。

## 外部連結
- 克萊格·帕克在互联网电影资料库（IMDb）上的資料（英文）
- 克萊格·帕克在时光网上的簡介（简体中文）